# 4680 Lohrmann
A 4680 Lohrmann (ideiglenes jelöléssel 1937 QC) a Naprendszer kisbolygóövében található aszteroida. H.-U. Sandig fedezte fel 1937. augusztus 31-én.